# 托比阿斯·丹齐格
托比阿斯·丹齐格（英語：Tobias Dantzig，/ˈdæntsɪɡ/，1884年2月19日—1956年8月9日）是一位俄裔美籍犹太数学家和科普作家，出生于俄罗斯帝国的希奥利艾（现属于立陶宛），在巴黎大学师从亨利·龐加萊，是数学家喬治·伯納德·丹齊格的父亲，主要作品有《数：科学的语言》（Number: The Language of Science (A critical survey written for the cultured non-mathematician)，1930年）等。